# Costantino Paleologo (figlio di Andronico II)
Costantino Paleologo in greco Κωνσταντῖνος Δούκας Κομνηνός Παλαιολόγος?, Konstantinos Doukas Komnenos Palaiologos (tra il 1278 ed il 1281 – tra il 1334 ed il 1335) come principe bizantino della dinastia dei Paleologi, che ricevette il titolo supremo di Despota e ricoprì la carica di governatore provinciale.

## Biografia
Costantino era il secondo figlio dell'imperatore Andronico II Paleologo (regno 1282-1328) e della sua prima moglie, l'imperatrice Anna d'Ungheria. Nacque tra il 1278 e il 1281. Poiché suo padre era già co-imperatore regnante insieme a suo nonno Michele VIII Paleologo (r. 1259-1282), gli fu attribuito il titolo di porfirogenito (“nato nella porpora”), come attestato dai suoi sigilli. Nel 1294 fu nominato despota, il più alto rango di corte nell'Impero bizantino, in occasione del suo primo matrimonio con Eudocia, figlia di  Teodoro Muzalon.
Nel 1305 combatté nella disastrosa battaglia di Arpos contro la Compagnia Catalana sotto il comando del fratello maggiore, il co-imperatore Michele IX. Nel 1317 intercettò la sua sorellastra Simonida, regina consorte di Serbia, che desiderava ritirarsi in un monastero dopo la morte della madre, Irene di Monferrato, e la riportò dai serbi. Più o meno in questo periodo si sposò una seconda volta, sempre con una Eudocia, ma entrambi i suoi matrimoni furono senza figli. Ebbe tuttavia un figlio illegittimo, Michele Cataro.
Nel 1319 ricoprì la carica di governatore di Avlona e nel 1321-1322 quella di governatore di Tessalonica. Fu in questa posizione che lo trovò lo scoppio della guerra civile bizantina del 1321-1328; nel 1322 fu imprigionato da suo nipote, Andronico III Paleologo, a Didymoteichon. Costantino divenne quindi monaco, con il nome monastico di Callisto. Morì nel 1334/35.